# 2011 à Djibouti
Cet article présente les faits marquants de l'année 2011 à Djibouti.

## Évènements
- Vendredi 18 février 2011 : plusieurs milliers de personnes (de 700 selon la police à 40 000 selon les organisateurs) ont manifesté pour dénoncer le régime du président Ismaël Omar Guelleh. La manifestation a été organisée par l'Union pour l'alternance démocratique, principale coalition de l'opposition. Plusieurs participants ont fait référence aux révolutions tunisienne et égyptienne. Après le rassemblement des heurts ont éclaté faisant 2 morts, un policier et un manifestant[1].

- Samedi 19 février 2011 : trois des principaux dirigeants de l’opposition — Aden Robleh Awaleh (Parti national démocratique), Ismaël Guedi Hared (Union pour la justice et la démocratie) et Mohamed Daoud Chehemont (Parti démocratique djiboutien) — ont été arrêtés à la suite du rassemblement de la veille ayant dégénéré en violences[2].

- Vendredi 8 avril 2011 : élection présidentielle. Le chef de l’État sortant Ismaël Omar Guelleh, au pouvoir depuis 1999, remporte la victoire devant le candidat indépendant Mohamed Warsama Ragueh. Quelque 152 000 électeurs étaient appelés aux urnes[3],[4].

- Samedi 7 mai 2011 : cérémonie d'investiture du président réélu Ismaël Omar Guelleh. Le président s'est engagé à lutter contre le chômage et a promis la construction de la voie ferrée électrique reliant Djibouti à la capitale éthiopienne Addis-Abeba. Le président soudanais Omar el-Béchir, qui fait l'objet d'un mandat d'arrêt de la Cour pénale internationale était présent à cette cérémonie. Plusieurs autres personnalités ont assisté à la cérémonie, dont le premier ministre éthiopien Meles Zenawi, le président somalien Sharif Cheikh Ahmed, le vice-président yéménite Abdrabouh Mansour Hadi et le premier ministre rwandais Bernard Makuza[5],[6].

- Jeudi 7 juillet 2011 : inauguration à Djibouti de la première base militaire du Japon outre-mer depuis la Seconde Guerre mondiale[7].